# Chapingo
Chapingo est une petite ville située à la périphérie de la ville de Texcoco, dans l'État de Mexico, au centre du Mexique.
Elle est située à environ 25 km à l'ouest de l'Aéroport international de Mexico.
Chapingo est connue en tant qu'emplacement de l'Université Autonome de Chapingo (Universidad Autónoma Chapingo). L'UACh, comme elle est surnommée, est le plus prestigieux centre d'études agricoles du pays. Elle a été fondée sous le nom d'École Nationale d'Agriculture de la Ville de Mexico, en 1854, et porte son nom actuel depuis 1923.
Elle est très proche, à environ 3 km du Colegio de Posgraduados (CP) des études de troisième cycle et de l'Centre international d'amélioration du maïs et du blé (CIMMYT). Chapingo combine avec d'autres centres de référence pour former un titre officieux de "consortium national pour le développement agricole".
Dans les environs se trouve également un nouveau développement urbain maintenant près du siège municipal, Texcoco, berceau de la culture préhispanique Acolhuan, dont la plus grande figure est le Roi Nezahualcoyotl.
L'université de Chapingo possède des étudiants de tous les états du Mexique, par le biais d'un processus d'admission réalisé chaque année. Ce processus ne permet pas seulement l'admission mais distribue aussi les bourses d'études à tous les étudiants sélectionnés. Ceux ci sont divisés en trois catégories, selon leur statut socio-économique, cependant pas de frais sont facturés à tout étudiant résidant dans le pays. Elle possède aussi des chambres et des installations pour accueillir les étudiants dans le campus.